# Hi-Files
Hi-Files je časopis koji se bavi Hi-Fi opremom i kućnim bioskopom. Glavni cilj časopisa jeste informisanje čitalaca o audio/video opremi, posebno modernim tehnologijama i svetskim trendovima u toj oblasti.
Prvi broj Hi-Files-a je izdat septembra 2004. godine. Časopis izlazi svakog drugog meseca, a distribuira se na teritoriji Srbije, Crne Gore i Bosne i Hercegovine.
U maju 2008. godine, magazin Hi-Files postaje član prestižne EISA, evropske asocijacije za sliku i zvuk (European Imaging and Sound Association).

## Štampa
Časopis Hi-Files se štampa u štampariji Rotografika u Subotici. Danas ima 108 stranica u punom koloru.
Do sada je objavljeno više od 40 brojeva časopisa.

## Redakcija
Članovi redakcije su mladi ljudi - prosečne starosti 30 godina. Čitaoci su najčešće muškarci, pretežno stari između 20 i 40 godina, služe se novim tehnologijama, koriste računar i internet.
Glavni i odgovorni urednik časopisa je Ljubiša Miodragović. Zamenik urednika je Bojan Jović. Među saradnicima su Marko Herman, Bojana Herman-Nedeljković, Viktor Kostić, Zoran Karapandžić, Milan M. Milošević, Nikola Stojanović, Zoran Janković, Đorđe Bajić...
Umetnički direktor časopisa je Ivan Ćosić, dok fotografije radi Dragan Trifunović.

## Spoljašnje veze
- Hi-Files
- EISA
- Rotografika